# Ракетомодельний спорт
Ракетомодельний спорт —  технічний вид спорту, в рамках якого учасники змагаються в конструюванні та виготовленні, організації запуску моделей ракет, а також їх пілотуванні (у випадку, якщо йдеться про радіокеровані моделі).Змагання можуть відбуватися як в особистому, так і в командному заліку. Проводяться на висоту і тривалість польоту, точність посадки. У класі моделей-копій основні критерії оцінювання – це ступінь деталізації ракети і реалізм польоту. На міжнародному рівні ракетомодельним спортом опікується Міжнародна авіаційна федерація (ФАІ, фр. Fédération Aéronautique Internationale, FAI). Організація була заснована як спортивна федерація в 1905 році, і зараз вона об'єднує авіаційні організації, що знаходяться у понад 100 країнах світу.
Ніжинські спортсмени щорічно проводять та беруть участь у світових змаганнях. Наші спортсмени підтримують та прославляють Україну на весь світ,кожного разу завойовуючи призові місця.

## Історія
Першовідкривачі ракетного моделювання з'явилися в СРСР у 1920 році. На початку ХХ століття. Пізніше два американці, Джордж Гаррі Стін (конструктор ракет, відомий за прізвиськом "батько моделювання ракет") і його друг Орвіль Карсліл (швець), започаткували змагання і створили прототип правил для них.  Пізніше ці правила стали основою для документа, яким керується Міжнародна авіаційна федерація (FAI) до сьогодні. 
У 1957 році Були створені правила для перших змагань з ракетомодельного спорту, які й сьогодні використовує Міжнародна авіаційна федерація (FAI). 
У 1962 році Міжнародна авіаційна федерація (FAI) визнала ракетний моделізм видом технічного спорту.
У 1972 році В Югославії відбувся перший Чемпіонат світу з ракетомодельного спорту а в 1984 також в Югославії пройшов перший Чемпіонат Європи.
У 1991 році У Києві під час семінару за участю спеціалістів ракетомодельного спорту була заснована Федерація ракетного моделізму України.

## Змагання

### Загальні правила
Всі представлені на змагання моделі перед їх першим польотом повинні бути оглянуті й замарковані суддями. Одна і та ж модель не може брати участі в різних класах змагань.
На корпусі або стабілізуючих поверхнях кожної моделі, представленої на змагання, повинні бути нанесені позначення учасника змагань в буквах і цифрах висотою не менше 1 см. На зовнішній поверхні моделі повинно бути вказано назву або умовне позначення країни, яку представляє модель.
На поверхні моделі повинен бути також виділена ділянка розміром не менше 1x3 см, необхідний для відміток організаторів змагань.
Кожна модель, представлена на змагання, проходить технічний контроль і контроль безпеки.
Судді повинні упевнитися, що кожна представлена на змагання модель виконана відповідним учасником. Виготовленням може вважатися складання моделі з окремих елементів промислового виготовлення. Модель промислового виготовлення або модель, яка може бути зібрана протягом декількох хвилин шляхом простих операцій, до змагань не може бути допущена. Матеріали і схеми моделі можуть бути взяті з різних джерел, в тому числі з випускаються промисловістю наборів.
Політ вважається таким, що відбувся, якщо модель покинула пусковий пристрій, втратила з ним контакт або піднялася в повітря (за винятком відмови не з вини учасника змагань).
Якщо дозволяють час і погодні умови, кожному учаснику змагань надається можливість провести три офіційних запуску в кожному виді змагань.
Судді можуть дискваліфікувати будь-яку модель, якщо, на їхню думку, вона не відповідає вимогам змагань або якщо керівник польотів або відповідальний за техніку безпеки вважає, що модель недостатньо надійна в дії.
Судді можуть дискваліфікувати будь-якого учасника змагань, якщо він не виконав необхідних заходів безпеки, за неспортивну поведінку, за невиконання вказівок керівника польотів або його заступника, за порушення правил змагань в цілому.

## Классифікація моделей ракет
У ракетомодельному спорті існує 12 категорій моделей ракет (у залежності від типу змагання та 6 класів ракетних двигунів (клас двигуна зазначаєтся після класу ракети):

### S1 – моделі ракет на висоту польоту
Мета змагань – досягнення максимально можливої висоти, встановленої відповідно до спостережень і вимірювань. Дані щодо висоти визначаються спеціальними приладами (альтиметрами).

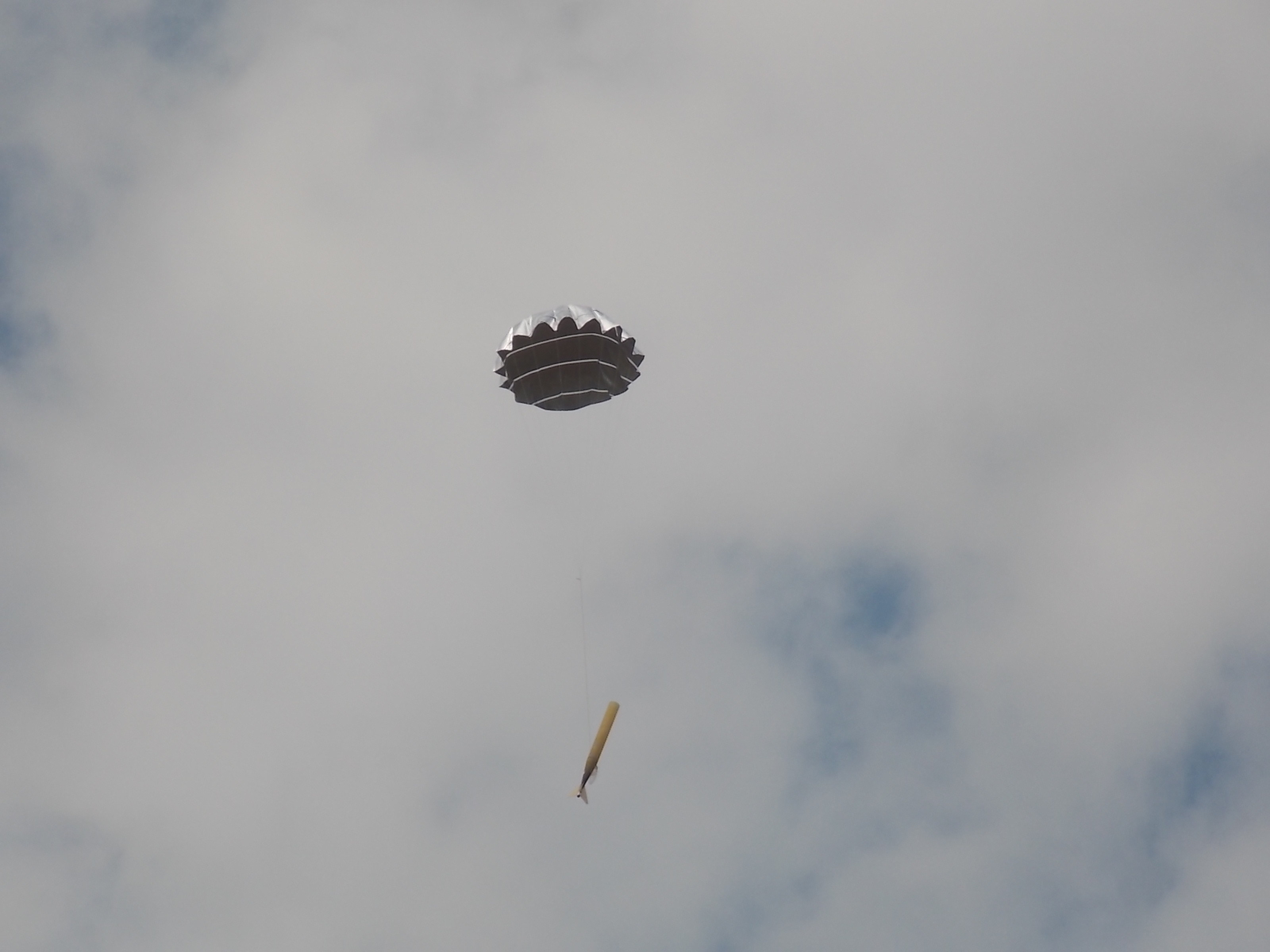
Приземлення моделі ракети на тривалість польоту з парашутом (класу S3A)

### S2 – моделі ракет на висоту польоту зі стандартним вантажем
Мета змагань – підйом стандартного вантажу на максимально можливу висоту, встановлену спостереженнями і вимірюваннями. Дані щодо висоти визначаються спеціальними приладами (альтиметрами). Чемпіонатних класів немає.

### S3 – моделі ракет на тривалість польоту з парашутом
Мета змагань – досягнення найбільшої тривалості польоту, використовуючи парашут. Чемпіонатний клас - S3A. Тривалість польоту замірюється починаючи від старту ракети до її приземлення або зникнення з поля видимості.

### S4 – моделі планерів із прискорювачем на тривалість польоту
Мета змагань – досягнення найбільшої тривалості польоту з використанням вертикального вільного балістичного зльоту моделей ракетопланів. Чемпіонатний клас - S4A.

### S5 – моделі-копії ракет на висоту польоту

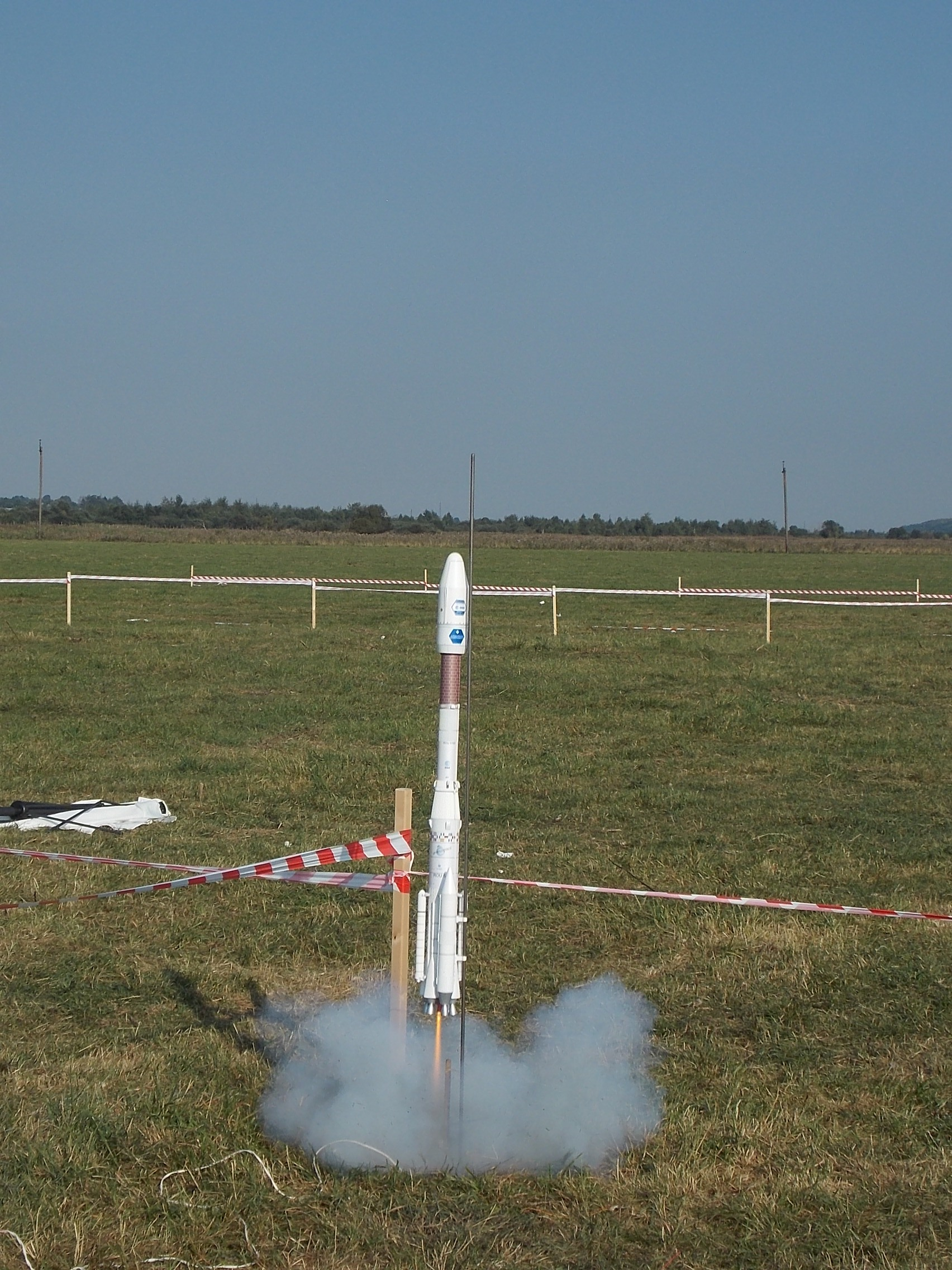
Старт моделі-копії на реалізм польоту Ariane 4 (класу S7)

Мета змагань – досягнення найбільшої висоти польоту моделлю-копією, при цьому враховується і стендова оцінка, тобто ступінь  деталізації моделі.Чемпионатний клас — S5C.

### S6 – моделі ракет на тривалість польоту зі стрічкою
Мета змагань – досягнення найбільшої тривалості польоту з використанням стрічки. Чемпіонатних клас - S6A. Тривалість польоту замірюється починаючи від старту ракети до її приземлення або зникнення з поля видимості. 

### S7 – моделі-копії ракет на реалістичність польоту
Мета змагань – отримати максимальну кількість балів за ступінь деталізації моделі (стендова оцінка) і здійснити заліковий політ. У випадку однакової кількості балів перевага надається прототипу з більшою стендовою оцінкою. На класи відповідно до сумарного імпульсу двигуна не поділяється.

### S8 – моделі ракетних планерів на тривалість польоту і точність посадки

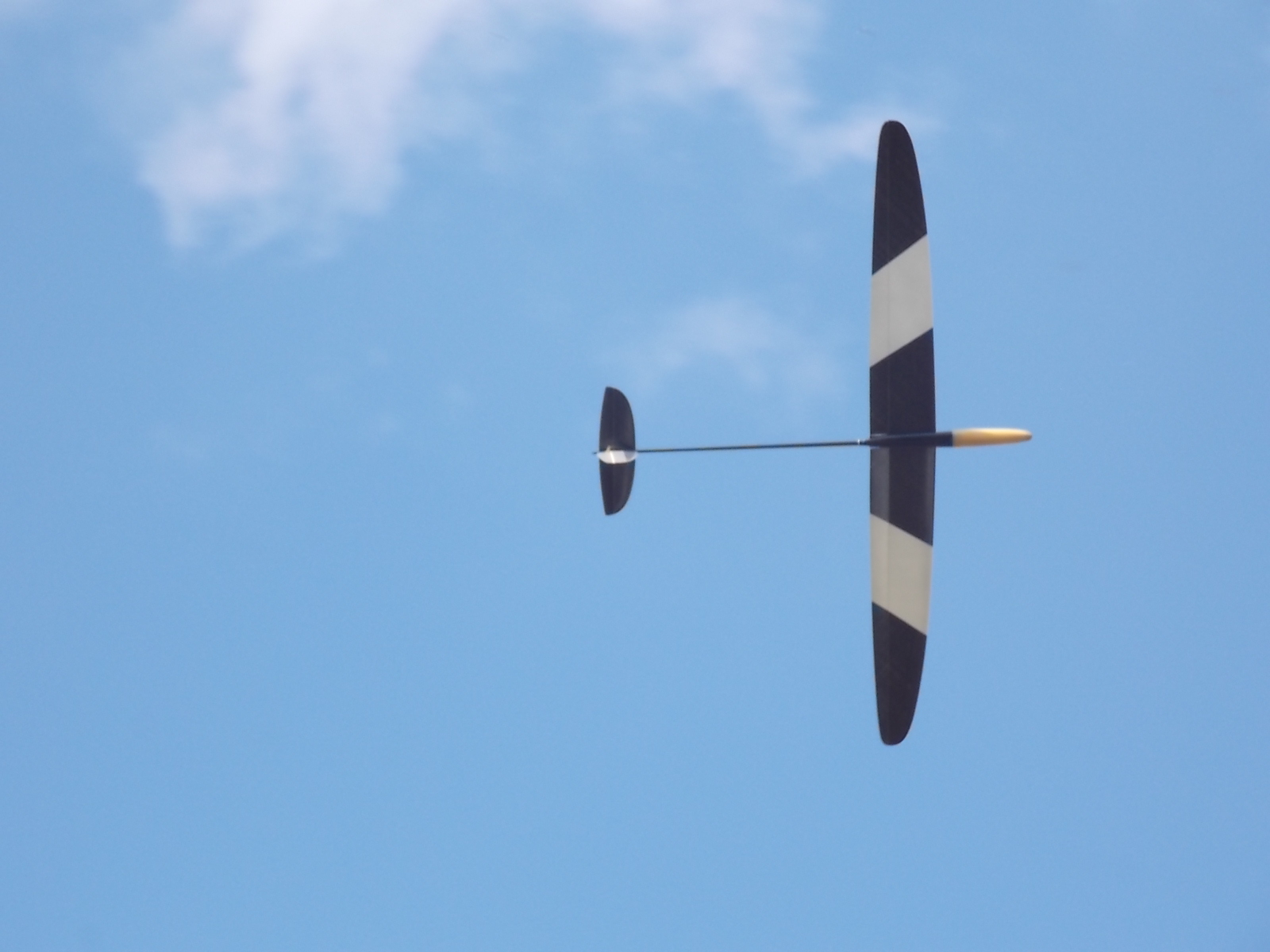
Політ моделі класу S8E/P

Мета змагань – показати польотний час і посадити модель в задану зону. Чемпионатні класи — S8D, S8E

### S9 – моделі ракет на тривалість польоту з ротором
Мета змагань – досягнення максимальної тривалості польоту з системою авторотації, що забезпечує повернення на землю. Чемпионатний клас— S9A. 

### S10 – моделі ракет на тривалість польоту з «м'яким крилом»
Мета змагань – досягнення максимальної тривалості польоту з м'яким крилом (Рогалло). Чемпіонатних класів немає.

### S11 - моделі-копії ракетопланів і космічних кораблів.
Змагання радіокерованих моделей, які є моделями-копіями ракетоплана і космічних кораблів минулого чи сьогодення. На класи відповідно до сумарного імпульсом двигуна не поділяються.

### S12 - моделі ракет для триборства на тривалість польоту.
Змагання одноступінчатих моделей, що використовують послідовно різні системи повернення: авторотацію, гальмівну стрічку і парашут.

Опис модельного ракетного двигуна (1 - Сопло; 2 - Оболонка; 3 - Паливо; 4 - Уповільнювач; 5 - Вишибний заряд; 6 - Пиж)

### Класи двигунів
Всі категорії моделей (крім S7 і S11) поділяються на класи відповідно до сумарного імпульсу двигуна:
| Клас | Сумарний імпульс, Н |
| ---- | ------------------- |
| A    | 0..2,5              |
| B    | 2,51..5             |
| C    | 5,01..10            |
| D    | 10.01..20           |
| E    | 20,01..40           |
| F    | 40,01..80           |

## Дивіться також
- OpenRocket